# Winiges
Winiges was hertog van Spoleto van 789 tot 822. 

## Levensloop
Winiges vergezelde Hildeprand bij het stuiten van de opmars van de Byzantijnen in Zuid-Italië in 788. Na de dood van Hildeprand werd hij door Karel de Grote aangesteld als nieuwe hertog, maar hij behield zijn functie van missus dominicus in het Hertogdom Rome. Toen in 799 een aanslag werd gepleegd op Paus Leo III, bood hij hem onderdak in het Hertogdom Spoleto.
In 802 kreeg hij van koning Pepijn van Italië de opdracht er achter te komen of hertog Grimoald III van Benevento stond voor de Byzantijnen of voor de Franken. Winiges werd voor een jaar gevangengezet door Grimoald.
In 815, kort voor de dood van paus Leo III, kwamen de inwoners van Rome opnieuw in opstand. Koning Bernhard van Italië stuurde Winiges om de orde te herstellen. In 822 nam Winiges, "gebukt onder ouderdom", ontslag uit zijn functie en trok zich terug in een klooster waar hij kort daarna stierf. Zijn opvolger was Suppone I.